# Vasilij Tropinin

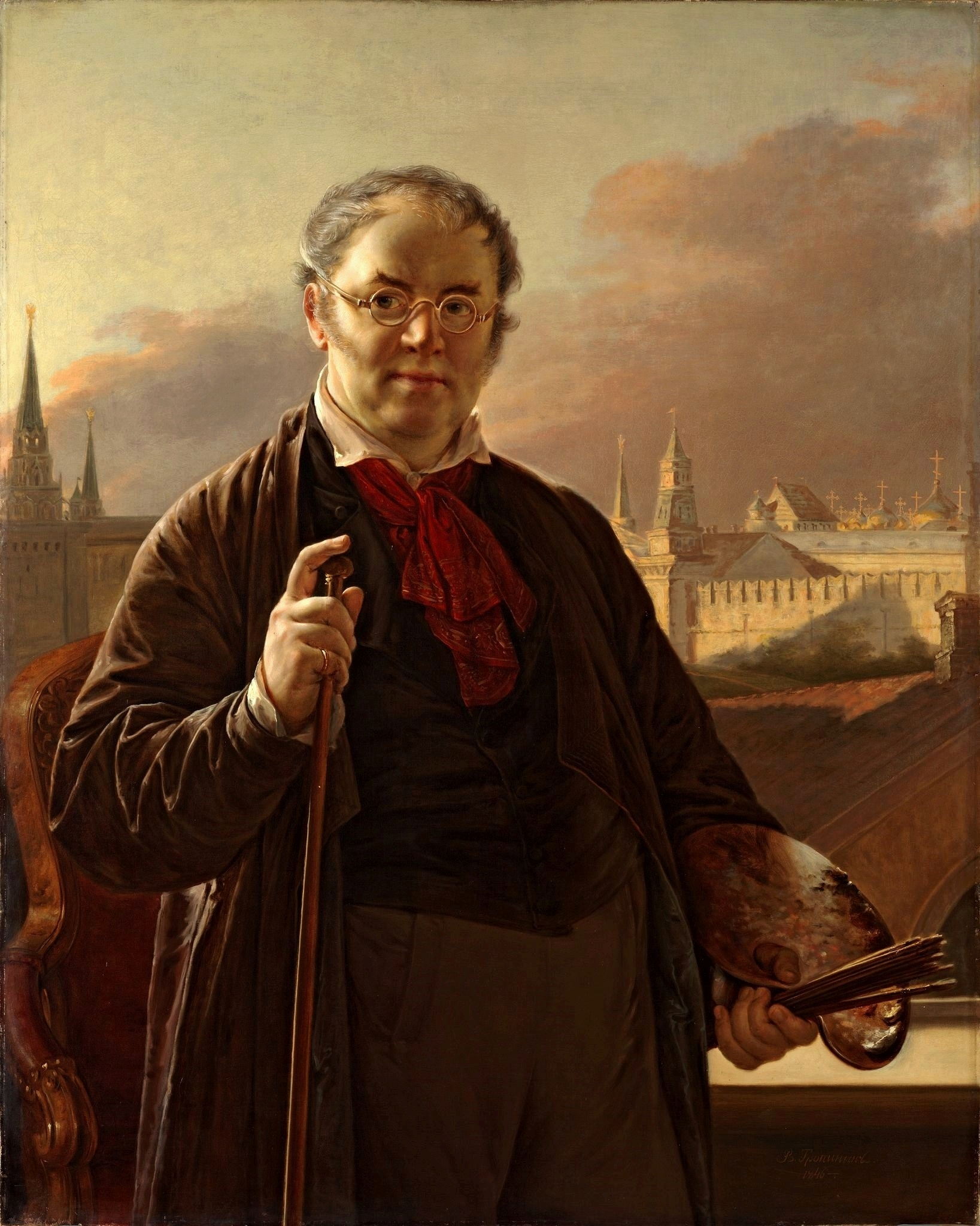
Vasilij Tropinin, självporträtt.

Vasilij Andrejevitj Tropinin (ryska: Василий Андреевич Тропинин), född 30 mars (gamla stilen: 19 mars) 1776 i Korpovo nära Novgorod, död 16 maj (gamla stilen: 4 maj) 1857 i Moskva, var en rysk målare. 
Tropinin målade genrebilder och porträtt; flera av hans porträtt hamnade på Tretjakovgalleriet i Moskva, således diktaren Pusjkins och porträttet av grevinnan V.A. Zubovoj.